# Groove metal
Groove metal, často označovaný jako post-thrash, power groove nebo jen groove, je termín, který popisuje styly, odvozené z thrash metalu a které se do současné podoby vyvinuly na začátku 90. let.

## Charakteristické znaky a původ
Album Cowboys from Hell od skupiny Pantera z roku 1990 bylo označeno jako „přelomové“ a „směrodatné“ pro groovemetalový žánr. Ian Christe připisuje zásluhu k vytvoření nového, z death metalu odvozeného, stylu skupinám Sepultura s albem Chaos A.D. a Panteře - jejich groovemetalový sound ovlivnil v 90. letech novou generaci kapel. Groovemetalové skupiny včlenily do své tvorby prvky thrash metalu, hardcore punku a industriální hudby. Tommy Victor ze skupiny Prong tvrdí, že postoje groove metalu pocházejí od skupiny Bad Brains.
Groovemetalové skupiny mají také tendenci hrát thrashové riffy ve středním tempu a zaměřovat se na silné a zajeté synkopy.

## Skupiny
Tento styl se spojuje se skupinami jako Pantera, Lamb of God, Sepultura, Soulfly, Gojira, Throwdown, Machine Head, Byzantine, Trivium, Anthrax, Korn, Spiritual Beggars a Five Finger Death Punch. Některé kapely vyvinuly mnoho úsilí, aby nebyly považovány za groovemetalovou kapelu. Veteráni thrash metalu Annihilator odešli od Roadrunner Records roku 1993 právě kvůli tomu, aby nebyli zapleteni do groovemetalového trendu podporovaného tímto labelem. A od té doby tito Kanaďané nehráli v Severní Americe až do června 2011, kdy se vrátili, aby si zahráli na vyprodaném představení v Quebecu a objevili s na hlavním pódiu festivalu Heavy MTL v Montrealu. Během 90. let byl termín občas použit k popisu funkem ovlivněných alternative metalových uskupení jako Primus a Jane's Addiction.

## Vliv
Průkopnické groovemetalové skupiny jako Pantera (původně glammetalová skupina) a Sepultura (původně deathmetalová skupina) položily základy pro nu metal a metalcore. Nu metal využívá podladěné riffy (i když ne tak komplikované jako v groove metalu), prvky hip hopu jako rapování a turntablism a groovemetalové rytmy, zatímco téměř neobsahuje kytarová sóla a komplexní kytarovou hru. Metalcore klade důraz na tradiční metalové harmonie a také obsahuje breakdowny, čili pomalé, intenzívní pasáže, které svádějí k moshingu.